# Jules Lismonde

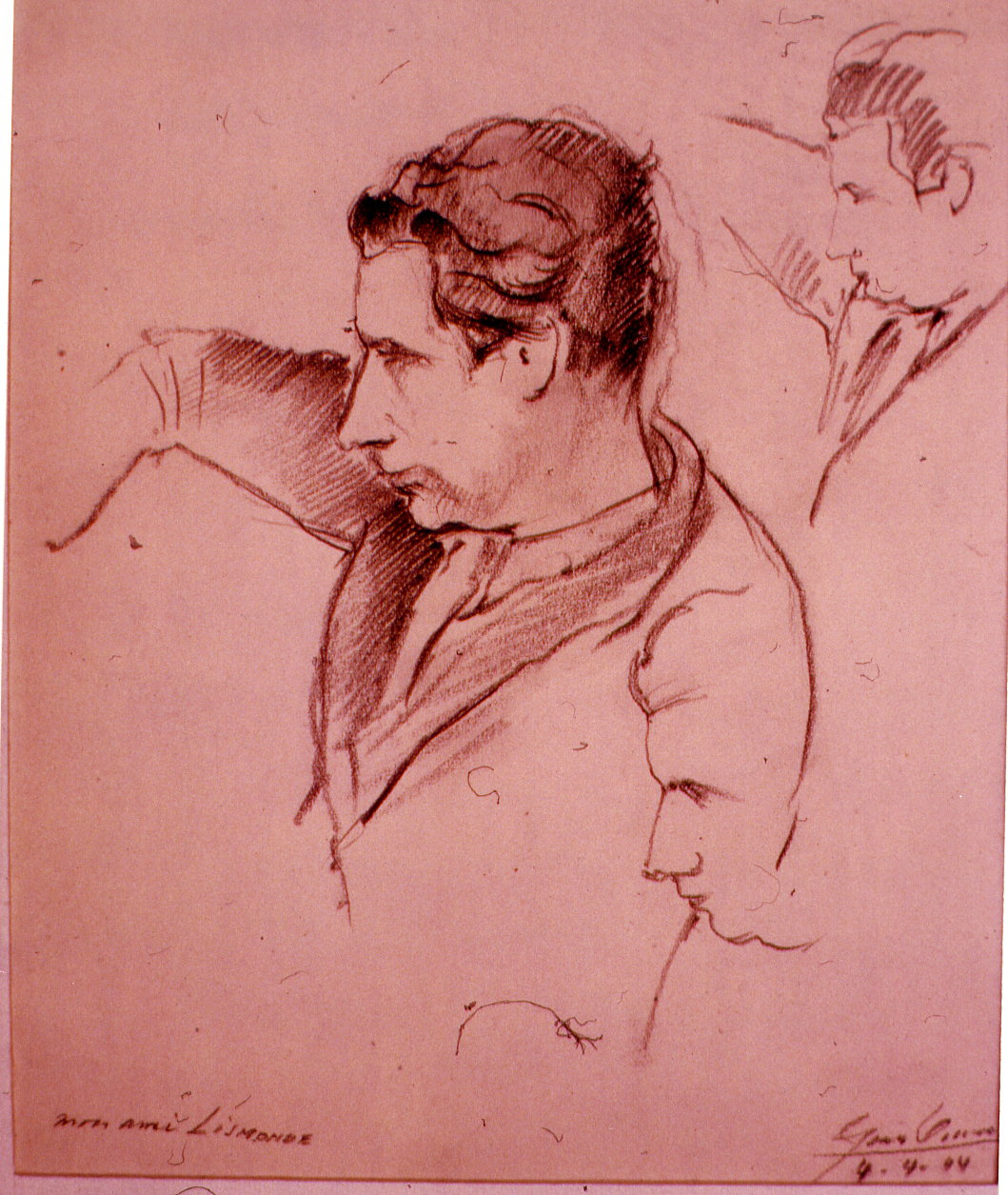
Der Maler Jules Lismonde, 1944, gezeichnet von Léon van Dievoet

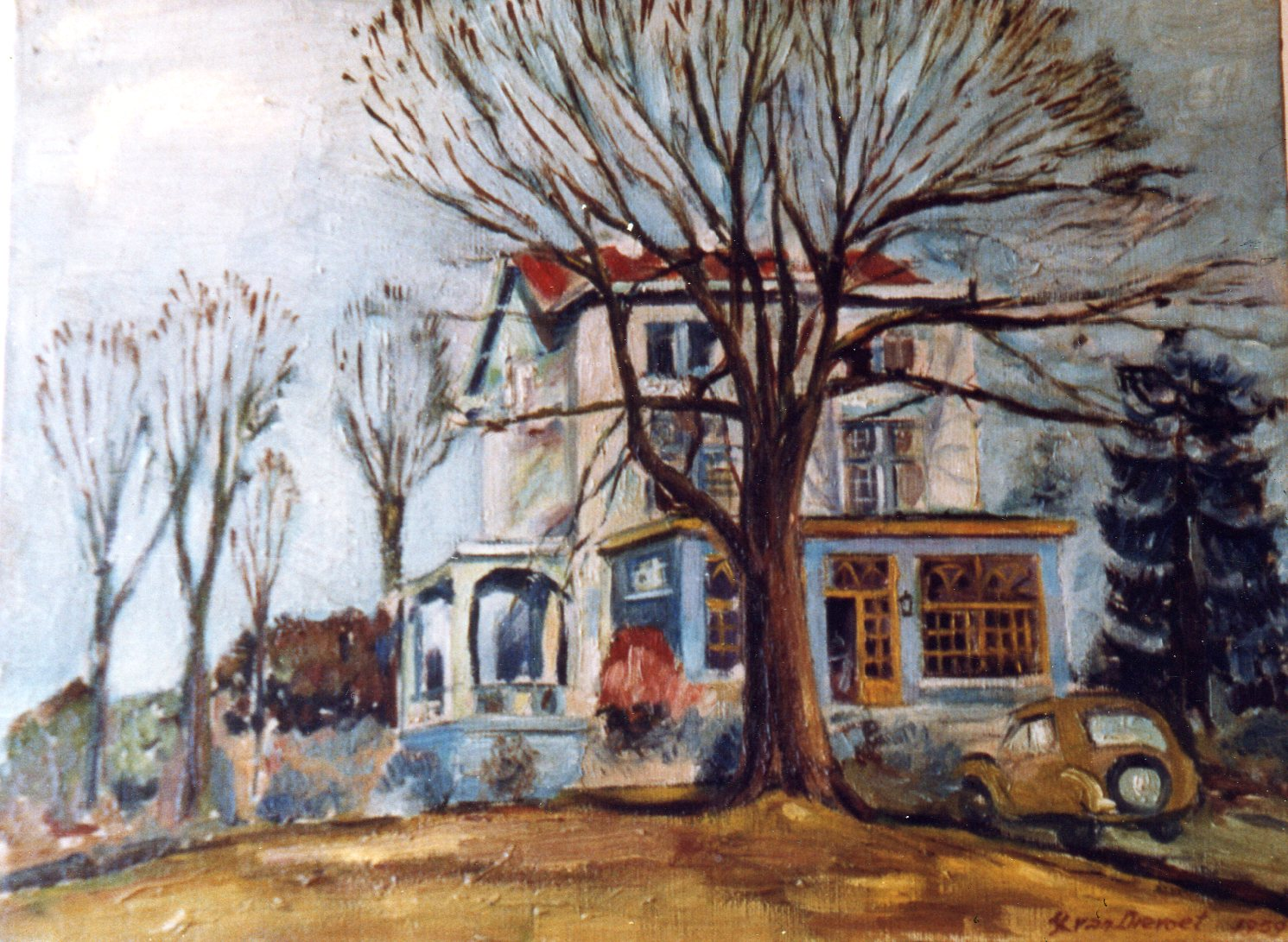
Die Villa Lismonde in Linkebeek genannt "Les Roches", Malerei von Léon van Dievoet, 1959.

Jules-Clément Lismonde, unterzeichnete meist nur mit Lismonde (* 14. Mai 1908 in Brüssel, Belgien; † 12. März 2001 in Linkebeek) war ein belgischer Maler, Grafiker und Zeichner.

## Leben und Werk
Jules Lismonde studierte Kunst an den Akademien in Brüssel und Saint-Josse-ten-Noode. Als Vertreter der Abstrakten Malerei arbeitete er als Zeichner, Graveur und Maler, als Illustrator und Designer von Verpackungen und Kartons und Gestalter von Wandteppichen. Um 1930 lernte und zeichnete er einige Zeit bei Louis Apol (1850–1936). Er zeichnete 1934 Industrieanlagen und schuf viele Porträtzeichnungen von 1937 bis 1952. Nach einer Periode des malerischen Konstruktivismus begann er ab 1959 abstrakt zu malen.
Er hatte künstlerischen Austausch mit Paul Wunderlich und mit Piet Clément in Paris. Er stellte 1946 und 1947 mit La Jeune Peinture Belge aus. Im Jahr 1950 hatte er eine Ausstellung im Stedelijk Museum in Amsterdam. 1954 bereiste er Rom und schuf zahlreiche Lithographien. Im Jahr 1958 erhielt Lismonde den Preis der 5. Biennale von Venedig und 1959 den Preis der Biennale von São Paulo. Im Jahr 1963 war er Gründungsmitglied der Künstlergruppe Cap d’Tinte. Im Jahr 1964 wurden Arbeiten von ihm auf der documenta III in Kassel in der berühmten Abteilung Handzeichnungen gezeigt. 
Wichtige Retrospektiven seiner Kunst fanden 1977 und 1992 in Brüssel statt. Er war Mitglied der Académie royale des Sciences, des Lettres et des Beaux-Arts de Belgique.
1998 wurde in Linkebeek die Stiftung Maison Lismonde ins Leben gerufen.